# Carlopoli
Carlopoli község (comune) Olaszország Calabria régiójában, Catanzaro megyében.

## Fekvése
A megye északi részén fekszik. Határai: Bianchi , Cicala, Gimigliano, Panettieri, Sorbo San Basile és Soveria Mannelli.

## Története
A 17. században alapították. Középkori épületeinek nagy része az 1783-as calabriai földrengésben elpusztult. A 19. század elején vált önálló községgé, amikor a Nápolyi Királyságban felszámolták a feudalizmust.

## Népessége
A népesség számának alakulása:

## Főbb látnivalói
- Palazzo Rocca
- Palazzo Cigala
- Palazzo Sacchi
- Palazzo Bilotti
- Spirito Santo-templom
- Madonna dell’Addolorata-templom
- Madonna del Carmelo-templom